# Lucie Paulis
 (mai 2021).
Si vous disposez d'ouvrages ou d'articles de référence ou si vous connaissez des sites web de qualité traitant du thème abordé ici, merci de compléter l'article en donnant les références utiles à sa vérifiabilité et en les liant à la section « Notes et références ».
 (mai 2021).
La mise en forme du texte ne suit pas les recommandations de Wikipédia : il faut le « wikifier ».
Les points d'amélioration suivants sont les cas les plus fréquents :
- Les titres sont pré-formatés par le logiciel. Ils ne sont ni en capitales, ni en gras.
- Le texte ne doit pas être écrit en capitales (les noms de famille non plus), ni en gras, ni en italique, ni en « petit »…
- Le gras n'est utilisé que pour surligner le titre de l'article dans l'introduction, une seule fois.
- L'italique est rarement utilisé : mots en langue étrangère, titres d'œuvres, noms de bateaux, etc.
- Les citations ne sont pas en italique mais en corps de texte normal. Elles sont entourées par des guillemets français : « et ».
- Les listes à puces sont à éviter, des paragraphes rédigés étant largement préférés. Les tableaux sont à réserver à la présentation de données structurées (résultats, etc.).
- Les appels de note de bas de page (petits chiffres en exposant, introduits par l'outil «  Source ») sont à placer entre la fin de phrase et le point final[comme ça].
- Les liens internes (vers d'autres articles de Wikipédia) sont à choisir avec parcimonie. Créez des liens vers des articles approfondissant le sujet. Les termes génériques sans rapport avec le sujet sont à éviter, ainsi que les répétitions de liens vers un même terme.
- Les liens externes sont à placer uniquement dans une section « Liens externes », à la fin de l'article. Ces liens sont à choisir avec parcimonie suivant les règles définies. Si un lien sert de source à l'article, son insertion dans le texte est à faire par les notes de bas de page.
- La présentation des références doit suivre les conventions bibliographiques. Il est recommandé d'utiliser les modèles {{Ouvrage}}, {{Chapitre}}, {{Article}}, {{Lien web}} et/ou {{Bibliographie}}. Le mode d'édition visuel peut mettre en forme automatiquement les références.
- Insérer une infobox (cadre d'informations à droite) n'est pas obligatoire pour parachever la mise en page.

Pour une aide détaillée, merci de consulter Aide:Wikification.
Si vous pensez que ces points ont été résolus, vous pouvez retirer ce bandeau et améliorer la mise en forme d'un autre article.
 (juin 2021).
Pour les articles homonymes, voir Paulis.
Lucie Paulis (1878-1952) est une artiste dentellière bruxelloise, professeure, conférencière spécialiste de la dentelle manuelle industrielle et conservatrice de la collection de dentelle aux Musées royaux d'Art et d'Histoire de Bruxelles entre 1929 et 1949. Elle a rédigé une centaine d'articles sur la tapisserie belge et plusieurs publications sur la dentelle.

## Biographie

### Formation
Lucie Paulis suit les cours de l'Académie royale des beaux-arts de Bruxelles.
À partir de 1914, elle donne des cours sur la technique et la création de dentelles. Elle écrit des articles dans le bulletin des Musées royaux d'art et d'histoire, dans celui du Needle and Bobbin Club dont elle est membre d'honneur, dans l'Encyclopædia Britannica et dans des magazines tels que Psyché, L'Art belge ou L'Artisan liturgique. En 1947, elle publie les livres Les points à l'aiguille belges et Pour connaître la dentelle. Cette année-là, elle obtient également le Prix Marchal de l'Académie royale de Belgique pour l'ensemble de ses recherches et publications.

### Les Amies de la dentelle
Vers 1910, l'association à but non lucratif des Amies de la dentelle est créée sous le patronage de la Reine Élisabeth. Principalement des femmes de la haute aristocratie en sont à l'origine afin de trouver une issue à la crise dentellière. Ces femmes souhaitent que l'industrie de la dentelle manuelle continue à vivre et ne se cantonne pas uniquement à un travail solitaire où les femmes sont maintenues chez elle, dans leur foyer, avec leurs enfants.
L'usine où travaillent les dentellières est un lieu où peuvent se diffuser des idées contestataires des valeurs traditionnelles. Pour que l'industrie de la dentelle perdure, il faut donc trouver des moyens de garder ses clients et une des solutions est de proposer de nouveaux dessins, tout en perfectionnant le savoir-faire des dentellières.
Un peu avant le début de la Première Guerre mondiale, en 1914, Lucie Paulis est choisie comme professeure pour un cours de composition décorative appliquée à la dentelle et la théorie de la dentelle, ouvert par les Amies de la dentelle, dans les locaux de l'école Bischoffsheim à Bruxelles.
À la suite de dissensions en interne dans l'Association des amies de la dentelle et à la fragilisation de la situation socio-économique après la Grande Guerre, la fabrication de la dentelle manuelle au niveau industriel est mise en danger. Lucie Paulis ressent également ce changement en constatant un manque d'intérêt pour le cours dont elle a la charge. La diminution des inscriptions remettent en question le maintien de son cours.

### Musées royaux d'Art et d'Histoire

#### Service éducatif et conservatrice de la collection de dentelle
Les Amies de la dentelle se tournent vers les Musées Royaux d'Art et d'Histoire et leur proposent une collaboration avec Lucie Paulis. Lucie Paulis avait commencé à s'intéresser aux collections de dentelle du musée dès 1917 et avait été remarquée par Eugène Van Overloop, alors conservateur, qui lui avait demandé de venir aider à la gestion des collections de dentelle dès 1921. Le cours de Lucie Paulis est donc transféré en janvier 1924. Elle propose d'ouvrir son cours aux amateurs, en ne le destinant plus uniquement aux futurs professionnels de l'industrie dentellières. Pour cela, elle propose de mettre en place des conférences illustrées. Elle s'appuie sur le fait de donner ce cours dans un musée et d'ouvrir ainsi sur une dimension plus historique que manuelle.
Elle respecte toujours le but premier de l'association des Amies de la dentelle, qui est de sauver l'industrie manuelle de la dentelle par la qualité esthétique de ses produits. Elle justifie son nouveau projet vis-à-vis des Amies de la dentelle en ces termes :
« Il m'a paru que tant que les commerçants et les amateurs de dentelles seront incapables de distinguer une dentelle ayant une valeur artistique d'une dentelle baroque, composée au mépris de toutes les règles, les efforts pour relever le niveau artistique de la production resteront vains ».
Lucie Paulis commence donc à donner dix conférences par an et un cours spécial sur l'histoire de la dentelle, ce qui rend la section dentelle au sein du musée novatrice en termes de service éducatif. Les Musées Royaux d'Art et d'Histoire sont les premiers en Europe à créer un service éducatif général en 1922.
En 1929, l'association des Amies de la dentelle établit son siège au musée. Dans le cadre d'un accord entre l'association et le Ministère des sciences et arts, par l'intermédiaire du musée, il est convenu d'attribuer la conservation des collections de dentelle à l'une des membres: Lucie Paulis.

#### Fin des Amies de la dentelle
Les cours et les visites guidées de Lucie Paulis rencontrent du succès au cours du cycle 1931-32, mais faute d'avoir pu toucher le public scolaire, cet intérêt périclite progressivement. Pour remédier à ce manque, Lucie Paulis imagine de sensibiliser les élèves avec un matériel spécialement conçu pour eux : elle propose de mettre à la disposition des enseignants une collection de dentelle itinérante. Cette idée ne touche pas les professeurs qui n'utilisent pas le matériel pédagogique.
Le déclin de la dentelle industrielle devient inévitable. Prenant conscience qu'elle ne peut plus rendre cette matière vivante, Lucie Paulis décide de se concentrer sur ses activités de conservatrice. « Elle passe ainsi de l'idée du musée modèle pour l'enseignement des arts industriels du XIXe siècle, au musée conservatoire. »
À la suite du déclin de l'intérêt du public pour la dentelle, le contrat signé entre les Amies et le musée, pour une durée de 20 ans, n'est pas renouvelé et l'association est dissoute.

## Prix
- Prix Marchal : l'Académie Royale de Belgique récompense Lucie Paulis du prix Marchal pour sa contribution à la recherche en 1947[5].
- Chevalier de l'ordre de la couronne[6]

## Publications
- Paulis, Lucie. Le Passé De La Dentelle Belge : Introduction à L'histoire De La Dentelle En Belgique. s.d.
- Paulis, Lucie. La dentelle aux fuseaux. Première partie, Dentelles à fil continu. I, Cluny. Bruxelles : Marice Lamertin, 1921[7].
- Paulis, Lucie. Les points à l'aiguille belges. Bruxelles : Musées Royaux d'Art puis d'Histoire Bruxelles, 1947.
- Paulis, Lucie. Pour connaître la dentelle. Antwerp. De Nederlandsche Boekhandel, 1947.